# Air Bud - Campione a quattro zampe
Air Bud - Campione a quattro zampe (Air Bud) è un film del 1997, diretto da Charles Martin Smith.

## Trama
La storia è ambientata nella cittadina di Farnfield e inizia con il clown Norman Snively e il suo cane che si recano in una casa, dove una famiglia sta festeggiando un compleanno. I numeri del clown non divertono gli spettatori, mentre tutt'altro effetto sortisce il cane con il suo prendere al volo le palle tirate dal clown. Tuttavia, durante il numero finale, il clown fa un disastro, distruggendo la torta di compleanno. Viene sbattuto fuori di casa, ma lui incolpa il suo cane e, brandendo un giornale, gli annuncia che lo porterà al canile. 
Durante il tragitto, la gabbia in cui è chiuso il cane cade dal retro del pick-up di Snively, e viene urtata dalla macchina della signora Framn, in cui viaggiano anche Josh, ragazzo di 13 anni (protagonista umano della storia) e la sua sorellina; il cane può così uscire dalla gabbia. Nel frattempo Josh, appassionato di basket, appena traslocato a Farnfield, ha difficoltà ad abituarsi sia alla sua nuova casa che alla sua nuova scuola, e sente sempre molta nostalgia per il padre scomparso. Un giorno Josh, più triste del solito, si reca in un campo di basket nei pressi di un'abbandonata chiesa, e inizia a giocare con la sua palla, ma ad un certo punto quest'ultima gli sfugge e viene presa dal cane (che verrà in seguito chiamato Buddy dal ragazzo): è l'inizio di una fantastica amicizia tra i due. 
Le giornate trascorrono con Josh sempre più affezionato a Buddy e in conflitto con la madre, che non vuole tenerlo in casa nonostante Josh desideri il contrario. Tuttavia, durante le vacanze di Natale, la madre di Josh, vedendo la felicità del figlio quando quest'ultimo è in compagnia del cane, inizia ad affezionarvisi, e ciò la porta a cambiare idea e a permettere al figlio di tenerlo in casa. Nel mentre, Josh entra nella squadra di basket della scuola, prima come assistente degli allenamenti, poi come giocatore dopo aver superato un provino: tuttavia, inizialmente, le cose per lui e la squadra non si mettono bene a causa dei metodi troppi duri del coach e della tendenza di un giocatore, di nome Larry, ad accentrare troppo su di sé il gioco e a snobbare i compagni. 
Durante una giornata nel campo, Josh vede Buddy fare canestro "tirando" la palla col suo naso; questa diventerà la loro giocata segreta. Tuttavia il segreto viene rivelato durante una partita nella quale Buddy, in cerca di Josh, entra in campo e, dopo aver scatenato confusione in campo e ilarità sugli spalti, ripete la stessa giocata, rendendo tutti gli spettatori increduli. Qui avvengono molti cambiamenti: Buddy diventa la mascotte della squadra, la giocata viene ripetuta all'intervallo di ogni partita e l'allenatore cambia, con Arthur Chaney, Campione NBA con i New York Knicks nel 1956, che subentra. 
Ne traggono tutti giovamento (soprattutto Josh, che aveva proposto il nuovo allenatore alla preside), tranne Larry e il padre, che cambiano scuola e squadra. I Timberwolves (nome della squadra) inanellano vittorie su vittorie, giungendo alla finale per vincere il campionato; sfortunatamente proprio in questo momento il signor Snively, dopo aver visto la giocata di Josh e Buddy in TV, capisce di poter guadagnare molto grazie al cane e se lo riprende con la forza, noncurante dei tentativi di Josh e della madre di impedirglielo. Qualche giorno dopo Josh si introduce in casa del clown e si riprende il cane dopo un inseguimento in cui il pick-up del giocoliere perde tutti i pezzi, nel vero senso della parola, ma è costretto a lasciarlo andare per evitare che Snively possa riprenderselo. 
La finale del torneo (contro i Warriors, nuova squadra di Larry) inizialmente si mette male, ma la ricomparsa sulla scena di Buddy ridà coraggio ai Timberwolves, che, grazie al duo Josh-Buddy, rimontano e vincono la partita con una tripla allo scadere proprio di Josh. Proprio sul più bello, Snively prova ad esibire i documenti per potersi riprendere il cane, ma il caso finisce in tribunale poiché i documenti, durante il precedente inseguimento, si sono bagnati e strappati a causa dell'acqua. L'udienza è tenuta da un anziano giudice, alquanto infastidito dal dover occuparsi di un argomento veniale come può sembrarlo l'affidamento di un cane, senza contare del fatto che chiaramente, senza documenti, non è possibile stabilire chi sia il vero padrone. Da un lato i Framn ammettono che il cane prima apparteneva a Snively, dall'altra l'intera città può testimoniare come questi a Buddy non piaccia affatto. A salvare la situazione è l'intervento di Chaney, di cui il giudice si rivela essere un fan accanito, che propone di far scegliere a Buddy stesso con chi voglia stare: la scelta è chiara e la causa viene vinta dai Framn, che possono così riabbracciare Buddy, invece Snively verrà invece portato via dalla polizia. Nei titoli di coda si vedono Josh e Buddy giocare a basket insieme.

## Seguiti
Di questo film esistono molti seguiti:
- Air Bud 2 - Eroe a quattro zampe (Air Bud: Golden Receiver) (1998)
- Air Bud 3 (Air Bud: World Pup) (2000)
- Air Bud 4 - Una zampata vincente (Air Bud: Seventh Inning Fetch) (2002)
- Air Bud vince ancora (Air Bud: Spikes Back) (2003)
- Air Buddies - Cuccioli alla riscossa (Air Buddies) (2006)
- Supercuccioli sulla neve (Snow Buddies) (2008)
- Supercuccioli nello spazio (Space Buddies) (2009)
- Supercuccioli a Natale - Alla ricerca di Zampa Natale (Santa Buddies) (2009)
- Zampa e la magia del Natale (The Search for Santa Paws) (2010)
- Supercuccioli - Un'avventura da paura! (Spooky Buddies) (2011)
- Supercuccioli a caccia di tesori (Treasure Buddies) (2012)
- Zampa 2 - I cuccioli di Natale (Santa Paws 2: The Santa Pups) (2012)
- Supercuccioli - I veri supereroi (Super Buddies) (2013)

## Riconoscimenti
- Young Artist Awards 1998: miglior prestazione di un giovane attore (Kevin Zegers)
- Nomination ai Young Artist Award 1998: miglior attore giovane non protagonista (Brendan Fletcher)
- Nomination ai YoungStar Awards 1998: miglior prestazione di un giovane attore (Kevin Zegers)